# طلائع بن رزيك
طَلائِع بْنُ رُزِيك الغَسَّانِي، والمُلقّب بالملك الصالح، أحد وزراء الدولة الفاطمية ومن أبرز فقهائها وشعرائها، قال عنه ابن خلكان: «وكان فاضلاً، سمحاً في العطاء، سهلاً في اللقاء، محبّاً لأهل الفضائل، جيّد الشعر».

## حياته
ولد يوم 19 ربيع الأول سنة 495 هـ، وسكن القاهرة أيام الدولة الفاطمية، وتولّى الوزارة في أيّام الفائز بدين الله. وعمل على نشر المذهب الشيعي الإمامي في مصر. قُتل في 19 رمضان سنة 556 هـ في مؤامرة شاركت فيها الأميرة ست القصور عمة الخليفة العاضد لدين الله ، ودُفن بالقاهرة، ثم نقله ولده من القاهرة إلى مشهد بُني له في القرافة في وزارته., من آثاره الباقية اليوم المسجد المعروف بمسجد الصالح طلائع في مدينة القاهرة وهو من آخر المساجد التي بنيت في العهد الفاطمي.